# Hans-Peter Reimann
Hans-Peter Reimann (Berlín) es un deportista alemán que compitió para la RFA en ciclismo en la modalidad de pista. Ganó una medalla de plata en el Campeonato Mundial de Ciclismo en Pista de 1979, en la prueba de tándem.

## Medallero internacional
| Campeonato Mundial | Campeonato Mundial       | Campeonato Mundial | Campeonato Mundial |
| Año                | Lugar                    | Medalla            | Competición        |
| ------------------ | ------------------------ | ------------------ | ------------------ |
| 1979               | Ámsterdam (Países Bajos) | Medalla de plata   | Tándem (A)         |